# Jeneček
Jeneček, původně Malý Jenč, je dnes součástí města Hostivice. Nachází se v severozápadní části tohoto města mezi ulicí Československé armády a železniční tratí.[zdroj?] Dnes je součástí základní sídelní jednotky Litovice, která leží v katastrálním území Litovice a v evidenční části Hostivice.
Původně šlo o samostatnou poddanskou vesnici. První zmínka o ní pochází z roku 1363.